# Johan Jeansson
Johan Julius Jeansson i riksdagen kallad Jeansson i Kalmar, född 19 april 1831 i Karlskrona, död 1 december 1896 i Kalmar, var en svensk grosshandlare och riksdagspolitiker. Han gifte sig 1859 med Emelie (Emma) Sofia Parrow (1832–1928).
Familjen Jeansson blev med tiden mycket inflytelserik i Kalmar. Johan Jeansson var grosshandlare i staden vilket var såpass inkomstbringande att hans familj ägde det mesta av stadens näringsliv och periodvis sysselsatte 80% av stadens arbetande befolkning. Länets landsting valde Jeansson till en av länets representanter i första kammaren 1890–1895. Jeanssons bodde i det hus som idag är Slottshotellets huvudbyggnad, Slottsvägen 7, som byggdes 1864. Makarna bodde i huset tills det nionde barnet kom. Då ville de ha mer utrymme och flyttade till en ny bostad i centrala Kalmar, en flytt på ungefär tvåhundra meter. Där kom ytterligare fem barn till världen.
Johan Jeansson donerade en större summa pengar till Kalmar stad, genom vilken stadsparken anlades 1877–1880. En byst av honom finns i stadsparken. Jeansson var far till bland annat riksdagsmannen John Jeansson och affärsmannen Theodor Jeansson. Makarna Jeansson är begravda på Södra kyrkogården i Kalmar. 

## Företag
- Kalmar ångkvarn
- Carl Blomquist Fabrik AB
- Föreningen för östra Kalmar läns bebyggande av järnväg